# Michael Paul Milow
Michael-Paul Milow (* 1967 in Essen) ist ein deutscher Schauspieler, Regisseur und Theaterpädagoge.
Nach einer Ausbildung zum Beamten studierte er ab 1992 an der Hochschule für Musik und Theater Hannover. Von 1996 bis 1998 war er am Konstanzer Stadttheater engagiert, spielte dort u. a. den Pozzo in Samuel Becketts Warten auf Godot und ging danach an das Junge Staatstheater Wiesbaden, wo er u. a. Berenger in Eugène Ionescos Nashörner und den Löwen in Manuel Soubeyrands Inszenierung des Märchens Der Zauberer von Oz spielte.
Zwischen 1999 und 2008 war Milow am Schauspiel Chemnitz engagiert. Hier spielte er u. a. den Barry in Ladies Night, in Bertolt Brechts Leben des Galilei, den Horst Ehrenreich in Sonnenallee, den Weihnachtsmann in A Christmas Carol, den Kaspar in Wege mit dir, und als tolle Tante in Charleys Tante, außerdem den Gerichtsrat Walter in Heinrich von Kleists Der zerbrochne Krug, sowie in Daniel Calls „Chemnitz Soap“ Eine verteufelte Familie. Im Kampf des Negers und der Hunde war er als Cal zu sehen.
Seit 2009 ist Michael-Paul Milow Vorsteher des Büros für Theatrale Strategien im Weltecho Chemnitz und war 2012 und 2013 künstlerischer Leiter des Greizer Theaterherbst e.V., sowie der Festivals OFF 11 und OFF 13 in Zwickau und Reichenbach. Mit seinen Inszenierungen am Chemnitzer Schulmodell, welche mit den Schülerinnen in Klassenstärke im normalen Unterricht erarbeitet werden, nahm Milow wiederholt an verschiedenen Festivals teil, u. a. „Schultheater der Länder“ und das Sächsische Schultheatertreffen. Mit der Produktion „Grimmige Märchen“ kreierte er ein neues Subgenre, die sogenannten Whats-App-Märchen im SMS-Stil.